# Пекути-Урбани
Пекути-Урбани (пол. Piekuty-Urbany) — село в Польщі, у гміні Нові Пекути Високомазовецького повіту Підляського воєводства.
Населення — 71 особа (2011).
У 1975-1998 роках село належало до Ломжинського воєводства.

## Демографія
Демографічна структура станом на 31 березня 2011 року:
|          | Загалом | Допрацездатний вік | Працездатний вік | Постпрацездатний вік |
| -------- | ------- | ------------------ | ---------------- | -------------------- |
| Чоловіки | 36      | 9                  | 21               | 6                    |
| Жінки    | 35      | 9                  | 14               | 12                   |
| Разом    | 71      | 18                 | 35               | 18                   |